# Frisksjön (Loftahammars socken, Småland, 640867-155258)
Frisksjön är en sjö i Västerviks kommun i Småland och ingår i Vindån-Storåns huvudavrinningsområde. Sjön har en area på 0,0884 kvadratkilometer och ligger 4 meter över havet. Frisksjön ligger i Södra Malmö Natura 2000-område.

## Delavrinningsområde
Frisksjön ingår i det delavrinningsområde (640827-155290) som SMHI kallar för Rinner till Asken. Medelhöjden är 10 meter över havet och ytan är 3,52 kvadratkilometer. Det finns inga avrinningsområden uppströms utan avrinningsområdet är högsta punkten. Avrinningsområdets utflöde mynnar i havet, utan att ha någon enskild mynningsplats.